# Achertalbahn T 281
Der Achertalbahn T 281 war ein zweiachsiger Dieseltriebwagen der Achertalbahn. Er wurde 1935 von der Dessauer Waggonfabrik hergestellt und sollte den Betrieb der Gesellschaft rationalisieren. Das Fahrzeug war bei drei Gesellschaften im Einsatz. 1971 wurde der Triebwagen in einen Beiwagen umgebaut, der mit der Bezeichnung TA 0304 noch heute bei der  Arbeitsgemeinschaft Verkehrsfreunde Lüneburg e. V. vorhanden ist.

## Geschichte und Einsatz
Die Geschichte des Triebwagens begann im Jahr 1935, als er mit der Fabriknummer 3099 von der Dessauer Waggonfabrik an die Achertalbahn geliefert wurde. Der Triebwagen trug zuerst die Bezeichnung T 281, später erhielt er die Bezeichnung VT 4 von der DEBG. Durch seinen Einsatz wurde eine Dampflokomotive der Gesellschaft frei, die daraufhin an eine andere Gesellschaft abgegeben werden konnte. Das Aufgabengebiet des Triebwagens war der gemischte Verkehr. 1940 wurde das Fahrzeug auf die Bahnstrecken Wiesloch–Schatthausen und Wiesloch Stadt–Waldangelloch (WSW-Bahnen) versetzt. Ein weiteres Einsatzgebiet war die Krebsbachtalbahn, zwischen diesen Stationierungen wechselte der Triebwagen in den folgenden Jahren mehrmals.
1963 wurde er von der SWEG übernommen. Als Beiwagen wurde er zuerst weiter von der SWEG betrieben und nachdem Umbau als Beiwagen 1971 als VB 4 bezeichnet, bevor ihn 1989 die Kleinbahn Leeste erwarb. Heute ist der Beiwagen Eigentum der Arbeitsgemeinschaft Verkehrsfreunde Lüneburg und wird als TA 0304 bezeichnet. Seine NVR-Nummer beträgt 95 80 0140 604-9 D-TEL.

## Konstruktive Merkmale

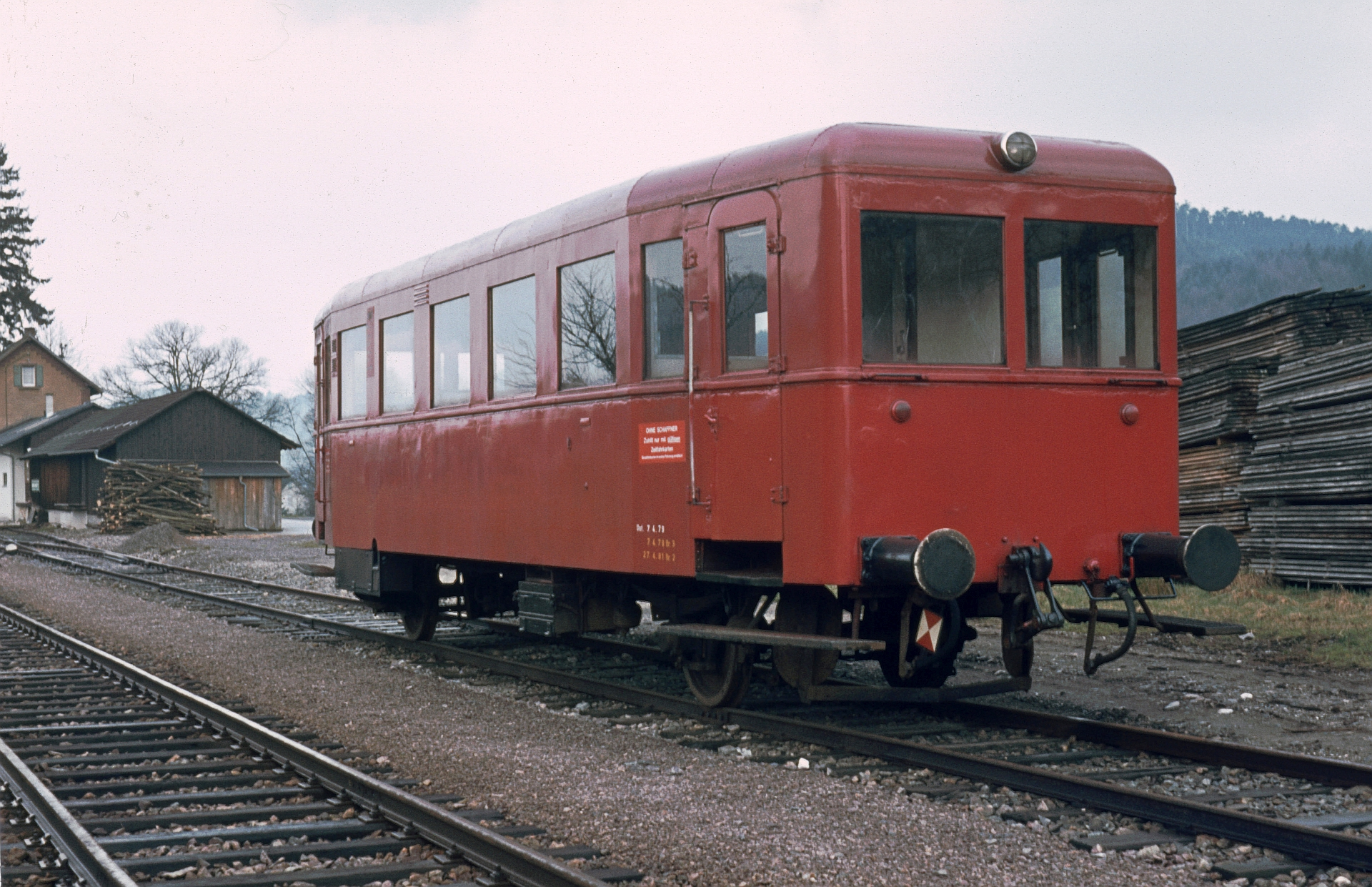
Foto von dem DEBG VT 4 nach der Ausmusterung als Beiwagen ca. 1984

Das Untergestell und das Kastengerippe waren in Leichtbauweise in Spantenbauart hergestellt und bestand aus elektrisch verschweißten Baustahlprofilen. Der Wagenkasten war außen mit 1,5 Millimeter starkem Blech verkleidet. Die Inneneinrichtung unterteilte sich in das Fahrgastabteil und die beiden Einstiegsräume mit Führerstand. Das Fahrgastabteil bestand aus zwei in etwa gleich großen Abteilen mit Mittelgang, diese waren durch Trennwände geteilt. Durch Trennwände und Drehtüren waren sie auch von den Einstiegsräumen getrennt. Die Sitzplätze der 3. Wagenklasse waren in Holzbauart ausgeführt. Der Fußboden bestand aus Kiefernholz, das mit Linoleum belegt war. Über Klappen im Fußboden konnte die Maschinenanlage gewartet werden.
Die Maschinenanlage bestand aus je einem Sechszylinder-Viertakt-Dieselmotor des Typs Daimler-Benz OM 67, der mit dem Mylius-Getriebe gekuppelt war.